# Luzim
Luzim é uma povoação portuguesa do Município de Penafiel que foi sede da extinta Freguesia de Luzim, freguesia que tinha 5,43 km² de área e 817 habitantes (2011), e, por isso, uma densidade populacional de 150,5 hab/km².
A Freguesia de Luzim foi extinta (agregada) pela reorganização administrativa de 2012/2013, tendo o seu território sido agregado ao da Freguesia de Vila Cova para criar a União das Freguesias de Luzim e Vila Cova.

## População
| População da freguesia de Luzim | População da freguesia de Luzim | População da freguesia de Luzim | População da freguesia de Luzim | População da freguesia de Luzim | População da freguesia de Luzim | População da freguesia de Luzim | População da freguesia de Luzim | População da freguesia de Luzim | População da freguesia de Luzim | População da freguesia de Luzim | População da freguesia de Luzim | População da freguesia de Luzim | População da freguesia de Luzim | População da freguesia de Luzim |
| ------------------------------- | ------------------------------- | ------------------------------- | ------------------------------- | ------------------------------- | ------------------------------- | ------------------------------- | ------------------------------- | ------------------------------- | ------------------------------- | ------------------------------- | ------------------------------- | ------------------------------- | ------------------------------- | ------------------------------- |
| 1864                            | 1878                            | 1890                            | 1900                            | 1911                            | 1920                            | 1930                            | 1940                            | 1950                            | 1960                            | 1970                            | 1981                            | 1991                            | 2001                            | 2011                            |
| 628                             | 588                             | 657                             | 727                             | 702                             | 690                             | 738                             | 834                             | 875                             | 923                             | 979                             | 981                             | 887                             | 940                             | 817                             |

| Distribuição da População por Grupos Etários | Distribuição da População por Grupos Etários | Distribuição da População por Grupos Etários | Distribuição da População por Grupos Etários | Distribuição da População por Grupos Etários | Distribuição da População por Grupos Etários | Distribuição da População por Grupos Etários | Distribuição da População por Grupos Etários | Distribuição da População por Grupos Etários | Distribuição da População por Grupos Etários |
| -------------------------------------------- | -------------------------------------------- | -------------------------------------------- | -------------------------------------------- | -------------------------------------------- | -------------------------------------------- | -------------------------------------------- | -------------------------------------------- | -------------------------------------------- | -------------------------------------------- |
| Ano                                          | 0-14 Anos                                    | 15-24 Anos                                   | 25-64 Anos                                   | > 65 Anos                                    |                                              | 0-14 Anos                                    | 15-24 Anos                                   | 25-64 Anos                                   | > 65 Anos                                    |
| 2001                                         | 241                                          | 154                                          | 410                                          | 135                                          |                                              | 25,6%                                        | 16,4%                                        | 43,6%                                        | 14,4%                                        |
| 2011                                         | 168                                          | 125                                          | 399                                          | 125                                          |                                              | 20,6%                                        | 15,3%                                        | 48,8%                                        | 15,3%                                        |

Média do País no censo de 2001:  0/14 Anos-16,0%; 15/24 Anos-14,3%; 25/64 Anos-53,4%; 65 e mais Anos-16,4%
Média do País no censo de 2011:   0/14 Anos-14,9%; 15/24 Anos-10,9%; 25/64 Anos-55,2%; 65 e mais Anos-19,0%

## Património
- Menir de Luzim ou Marco de Luzim
- Pegadinhas de São Gonçalo (gravuras rupestres)
- Necrópole megalítica de Luzim (Menir de Luzim - penedo com gravuras rupestres - e conjunto de sete mamoas)